# Brome-Missisquoi
Pour les articles homonymes, voir Brome (homonymie) et Missisquoi.
Brome-Missisquoi est une municipalité régionale de comté du Québec (Canada) dans la région administrative de l'Estrie. Le chef-lieu est à Cowansville, et les autres villes principales sont Bromont et Farnham. Pour les fins de promotion touristique, elle fait partie de la région touristique des Cantons de l'Est.
Avant le 8 juillet 2021, Brome-Missisquoi faisait partie de la région administrative de la Montérégie.

## Géographie

### Entités territoriales
La MRC est constituée de vingt-et-une municipalités locales.
| Nom                        | Statut                  | Population 2021 | Superficie (km2) | Densité (h/km2) | Ref. |
| -------------------------- | ----------------------- | --------------- | ---------------- | --------------- | ---- |
| Abercorn                   | Municipalité de village | 341             | 27               | 12,63           |      |
| Bedford                    | Ville                   | 2 558           | 4,4              | 581,36          |      |
| Bedford                    | Municipalité de canton  | 658             | 32,3             | 20,37           |      |
| Bolton-Ouest               | Municipalité            | 732             | 102,2            | 7,16            |      |
| Brigham                    | Municipalité            | 2 282           | 88,4             | 25,81           |      |
| Brome                      | Municipalité de village | 341             | 11,5             | 29,65           |      |
| Bromont                    | Ville                   | 11 357          | 116,1            | 97,82           |      |
| Cowansville                | Ville                   | 15 234          | 48,7             | 312,81          |      |
| Dunham                     | Ville                   | 3 599           | 196,2            | 18,34           |      |
| East Farnham               | Municipalité            | 612             | 5                | 122,4           |      |
| Farnham (Québec)           | Ville                   | 10 149          | 94,1             | 107,85          |      |
| Frelighsburg               | Municipalité            | 1 123           | 124,6            | 9,01            |      |
| Lac-Brome                  | Ville                   | 5 923           | 223,6            | 26,49           |      |
| Notre-Dame-de-Stanbridge   | Municipalité            | 691             | 44,1             | 15,67           |      |
| Pike River                 | Municipalité            | 503             | 41,8             | 12,03           |      |
| Saint-Armand               | Municipalité            | 1 228           | 84               | 14,62           |      |
| Saint-Ignace-de-Stanbridge | Municipalité            | 677             | 69,9             | 9,69            |      |
| Sainte-Sabine              | Municipalité            | 1 105           | 55,4             | 19,95           |      |
| Stanbridge East            | Municipalité            | 834             | 49,9             | 16,71           |      |
| Stanbridge Station         | Municipalité            | 291             | 18,2             | 15,99           |      |
| Sutton                     | Ville                   | 4 548           | 248,5            | 18,3            |      |
| Total                      | Total                   | 64 786          | 1 685,9          | 38,43           |      |

## Démographie
| 1991   | 1996   | 2001   | 2006   | 2011   | 2016   | 2021   |
| ------ | ------ | ------ | ------ | ------ | ------ | ------ |
| 45 257 | 45 987 | 46 165 | 46 720 | 55 621 | 58 314 | 64 786 |

## Administration
Depuis le 21 décembre 2021, le nouveau préfet adjoint de la MRC de Brome-Missisquoi est Daniel Tétrault.

## Éducation
Commission scolaire du Val-des-Cerfs

## Santé
Le CSSS La Pommeraie (avec le CSSS de la Haute-Yamaska), initialement localisés en Montérégie, sont fusionnés au CIUSSS de l’Estrie-Centre hospitalier universitaire de Sherbrooke.

### Hôpital
- Hôpital Brome-Missisquoi-Perkins (BMP)

### CLSC
- CLSC de Bedford
- CLSC de Cowansville-du-Sud
- CLSC de Farnham
- CLSC de Lac-Brome (point de chute)
- CLSC de Sutton (point de chute)
- Service de soutien à domicile

### Centre d'hébergement
- Centre d'hébergement de Bedford
- Centre d'hébergement de Cowansville
- Centre d'hébergement de Farnham
- Centre d'hébergement de Sutton
- Centre d'hébergement Gérard-Harbec

### Autres lieux de soins et de services
- UMF La Pommeraie